# Douglas Bay Horse Tramway

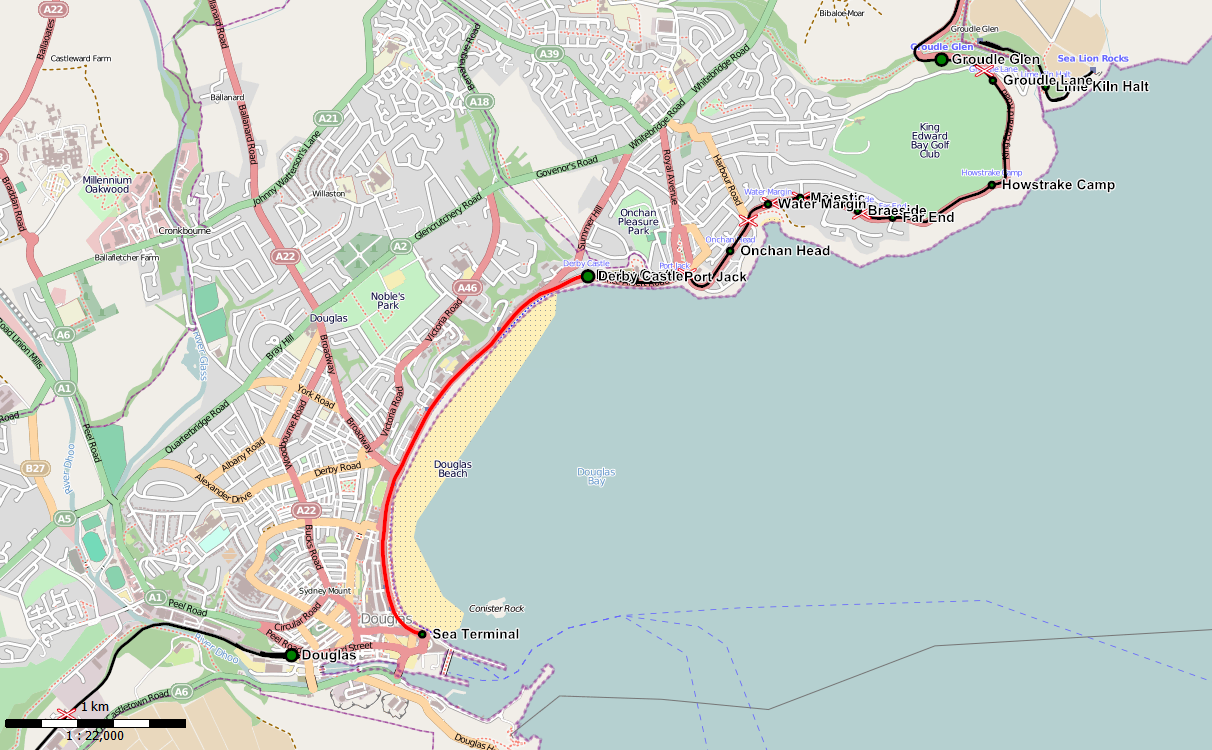
Strecke in rot

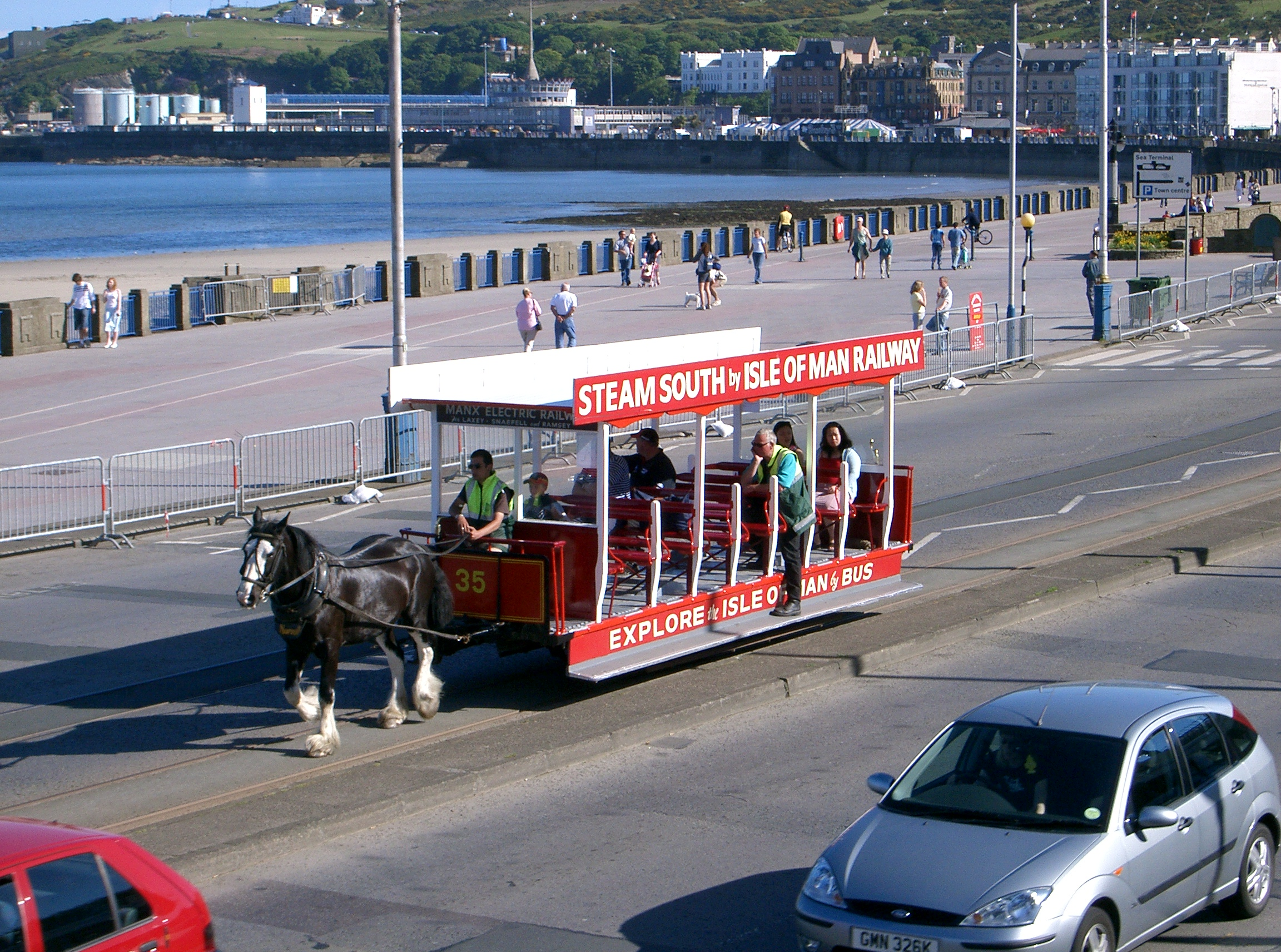
Pferdestraßenbahn an der Promenade in Douglas

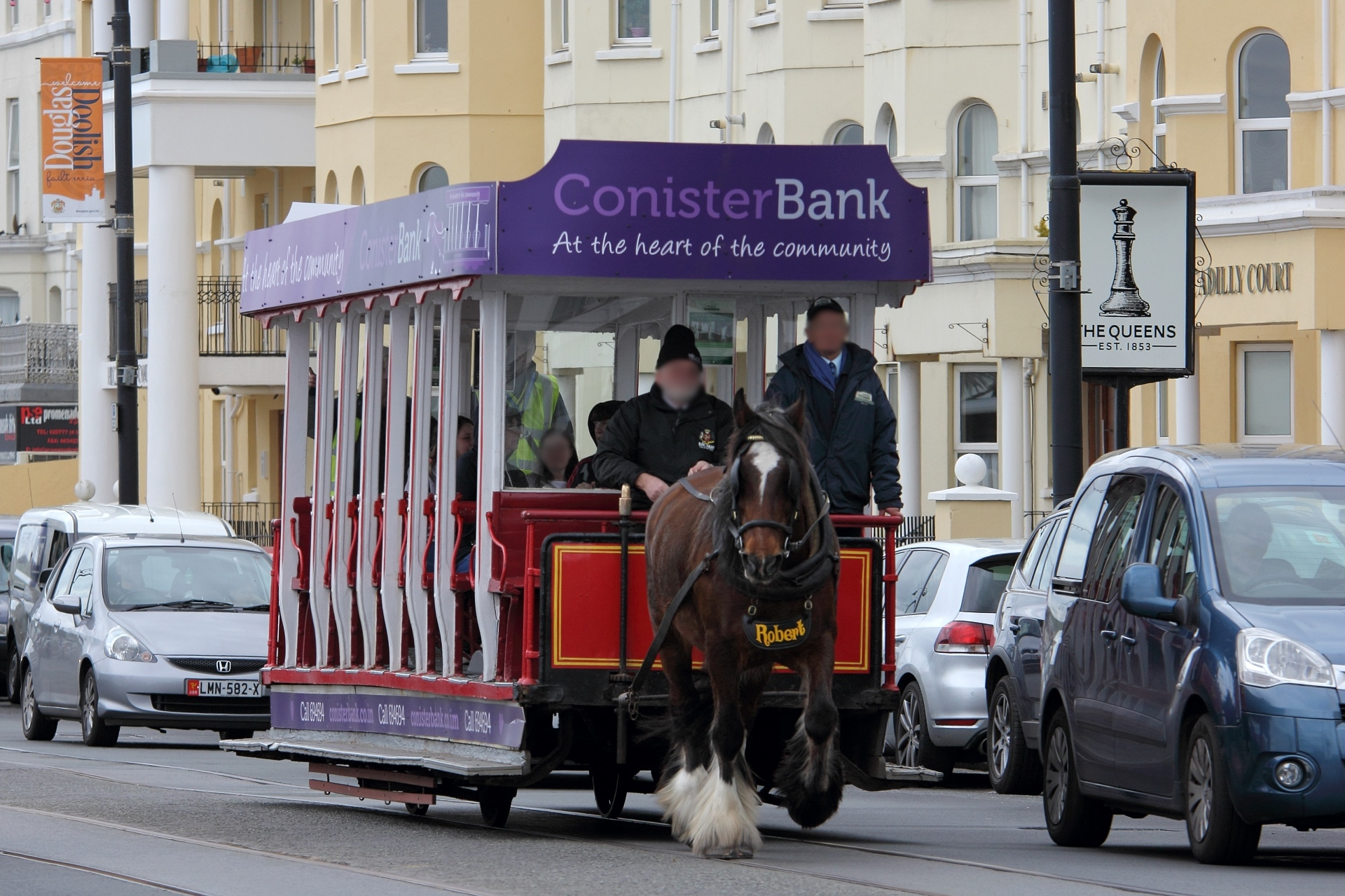
Pferd Robert zieht Wagen 43

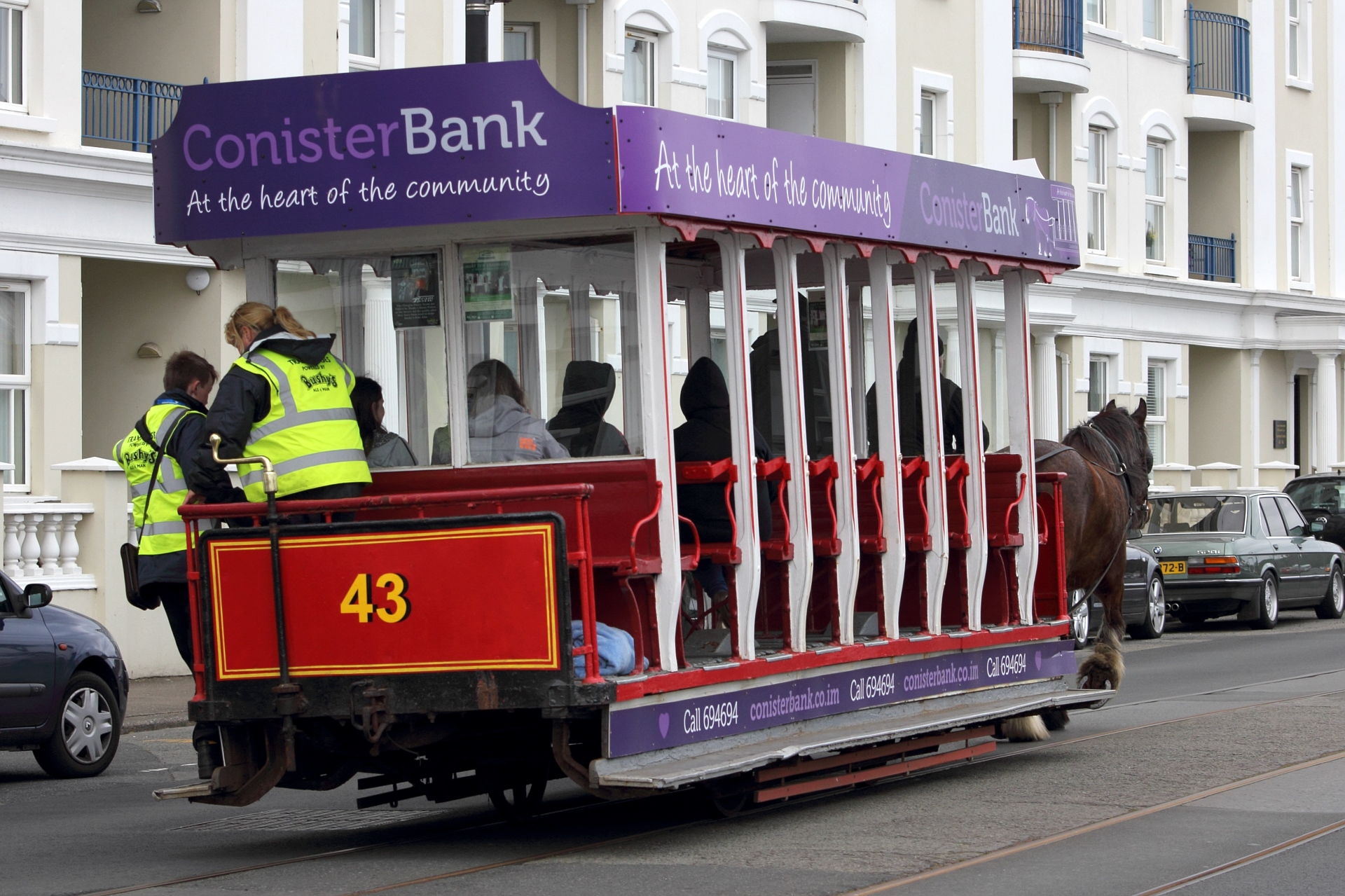
Wagen 43 der Douglas Bay Horse Tramway

Die Douglas Bay Horse Tramway (englisch für Pferde-Straßenbahn an der Douglas-Bucht), auch bekannt als Douglas Horse Tram (Pferdestraßenbahn von Douglas) ist eine 1876 eröffnete Pferdestraßenbahn in Douglas, der Hauptstadt der zum Kronbesitz gehörenden Isle of Man. Sie verläuft 1,6 Meilen (etwa 2,8 km) vom Schiffsanleger Victoria Pier bis zur Endhaltestelle Derby Castle, an der die Manx Electric Railway ihren Betriebshof hat. Sie ist eine der ganz wenigen verbliebenen Pferdestraßenbahnen der Welt.

## Geschichte
Die Douglas Bay Horse Tramway wurde in den frühen 1870er Jahren vom pensionierten Bauingenieur Thomas Lightfoot geplant, der aus Sheffield stammte und in Douglas auf der Isle of Man seinen Alterssitz hatte. Die Pferdestraßenbahn wurde im Jahre 1876 erbaut und anfänglich auch von Lightfoot betrieben. Sie verkehrte mit Ausnahmen in der Zeit des Zweiten Weltkrieges jedes Jahr ohne Ausnahme bis in die heutige Zeit.
Im Jahre 1882 verkaufte Lightfoot seine Bahn an die Isle of Man Tramways Ltd, deren weitere Geschichte unter Manx Electric Railway gelesen werden kann. Zum 2. Januar 1902 verfügte die neu formierte Gesellschaft über 33 Fahrzeuge und über 60 Pferde.
Seit 1929 wird die Pferdestraßenbahn als eine der ganz wenigen verbliebenen ihrer Art jedes Jahr nur noch saisonal in den Sommermonaten betrieben und verbleibt als eine der hervorstechendsten Touristen-Attraktionen auf der Isle of Man.
Am 22. Januar 2016 wurde bekannt gegeben, dass der Betrieb der Bahn im Jahr 2016 nicht wieder aufgenommen werden soll. Der Stadt Douglas als Betreiber waren die Kosten zu hoch geworden. Die Wagen sollten an Museen abgegeben und die Pferde verkauft werden.
Nach vehementer öffentlicher Kritik am Einstellungsbeschluss der Stadt teilte die Inselregierung am 24. März 2016 mit, dass die Bahn auch in diesem Jahr fahren wird. Der Tynwald, das Parlament der Isle of Man, beschloss schließlich am 20. Juli 2016, dass die Pferdebahn bis Ende der Saison 2018 durch das Ministerium für Infrastruktur der Inselregierung betrieben werden soll. Das Ministerium soll bis dahin prüfen, wie die Anlagen der Pferdebahn von der Stadt übernommen werden können. Am 7. August 2016 feierte die Pferdebahn ihr 140-jähriges Jubiläum. Im Juni 2018 wurden die 1877 errichteten Stallungen unter Denkmalschutz gestellt.

## Beschreibung
Die Bahn ist in Schmalspur von 914 mm (3 Fuß) angelegt, verläuft außer an den Endhaltestellen durchgehend zweigleisig im Straßenplanum und besitzt 23 Wagen und etwa 45 Pferde. Am Geschirr ist der Name des jeweiligen Pferdes angebracht.
Im Laufe der Jahre wurden verschiedene Wagenbauarten eingesetzt, von jeder Bauart ist mindestens ein Exemplar erhalten. Am häufigsten werden sogenannte „closed toastracks“ eingesetzt – das sind seitlich offene Sommerwagen mit hintereinander quer zur Straße angeordneten Sitzreihen. Es werden aber auch geschlossene Wagen immer wieder eingesetzt. Nur noch selten eingesetzt wird dagegen der letzte erhaltene Doppelstock-Decksitzwagen.
Im Sommer übernachten die Wagen vor einer Gastwirtschaft nahe der Endhaltestelle, aber es gibt auch eine Wagenhalle, in der die Fahrzeuge überwintern.